# Afrohypselodontus
L'afroipselodonto (gen. Afrohypselodontus) è un mammifero estinto, appartenente ai macroscelidi. Visse nell'Eocene medio/superiore (circa 40-38 milioni di anni fa) e i suoi resti fossili sono stati ritrovati in Africa.

## Descrizione
Questo animale doveva assomigliare a un toporagno elefante attuale, e le sue dimensioni dovevano essere comprese tra i 60 grammi di peso (nella specie Afrohypselodontus minus) e i 220 grammi (nella specie A. grandis). Le caratteristiche di dentatura e cranio, tuttavia, erano decisamente atipiche. I molari di questo animale, ad esempio, erano a crescita continua (ipselodonti), privi di radici chiuse, senza fossette. Nessun altro macroscelide noto, vivente o estinto, possiede queste caratteristiche. Anche gli incisivi erano privi di radici. I molari di Afrohypselodontus, inoltre, erano disposti a ventaglio, con gli apici in contatto fra loro. Il secondo e il terzo molare inferiore erano insolitamente ricurvi.
Erano presenti altre caratteristiche insolite nel cranio: il processo zigomatico della mascella era situato molto indietro rispetto a quello di altri macroscelidi, e il forame infraorbitale era posto in cima al muso; non era inoltre presente alcuna fossa facciale associata al forame.

## Classificazione
Il genere Afrohypselodontus venne descritto per la prima volta nel 2021 sulla base di resti fossili ritrovati in Namibia, nella zona di Sperrgebiet, in un complesso tufaceo risalente al Bartoniano-Priaboniano noto come "Eocliff ("dirupi dell'Eocene").
Afrohypselodontus è noto per due specie, A. minus di piccole dimensioni e A. grandis di dimensioni maggiori. Le caratteristiche peculiari della dentatura e del cranio di Afrohypselodontus impediscono di ascrivere questa forma a qualunque famiglia di macroscelidi noti, anche se somiglianze si riscontrano con la famiglia estinta Myohyracidae. Gli autori della prima descrizione hanno pertanto ritenuto opportuno istituire una famiglia a sé stante per questo genere, Afrohypselodontidae. 

## Paleoecologia
La dentatura ipselodonte di Afrohypselodontus, con incisivi e molari a crescita continua, indica che questo aniale era un brucatore di erba obbligato.